# Спурий Карвилий (народный трибун)
Спурий Карвилий (лат. Spuius Carvilius; III век до н. э.) — римский политический деятель из плебейского рода Карвилиев, народный трибун в 212 году до н. э. Упоминается только в связи с трибунатом и только в одном источнике — у Тита Ливия. Спурий и его коллега Луций Карвилий (предположительно брат) привлекли к суду за незаконные махинации откупщика Марка Постумия из Пирг и добились наложения на него штрафа. Затем они обвинили Марка в уголовном преступлении. Другие откупщики потребовали вмешательства от ещё одного трибуна, Гая Сервилия Каски, и учинили беспорядки, но Карвилии всё же провели суд в народном собрании. Ряду откупщиков пришлось уйти в изгнание.
О дальнейшей судьбе Спурия Карвилия ничего не известно.